# Beleg van Oldenzaal (1597)

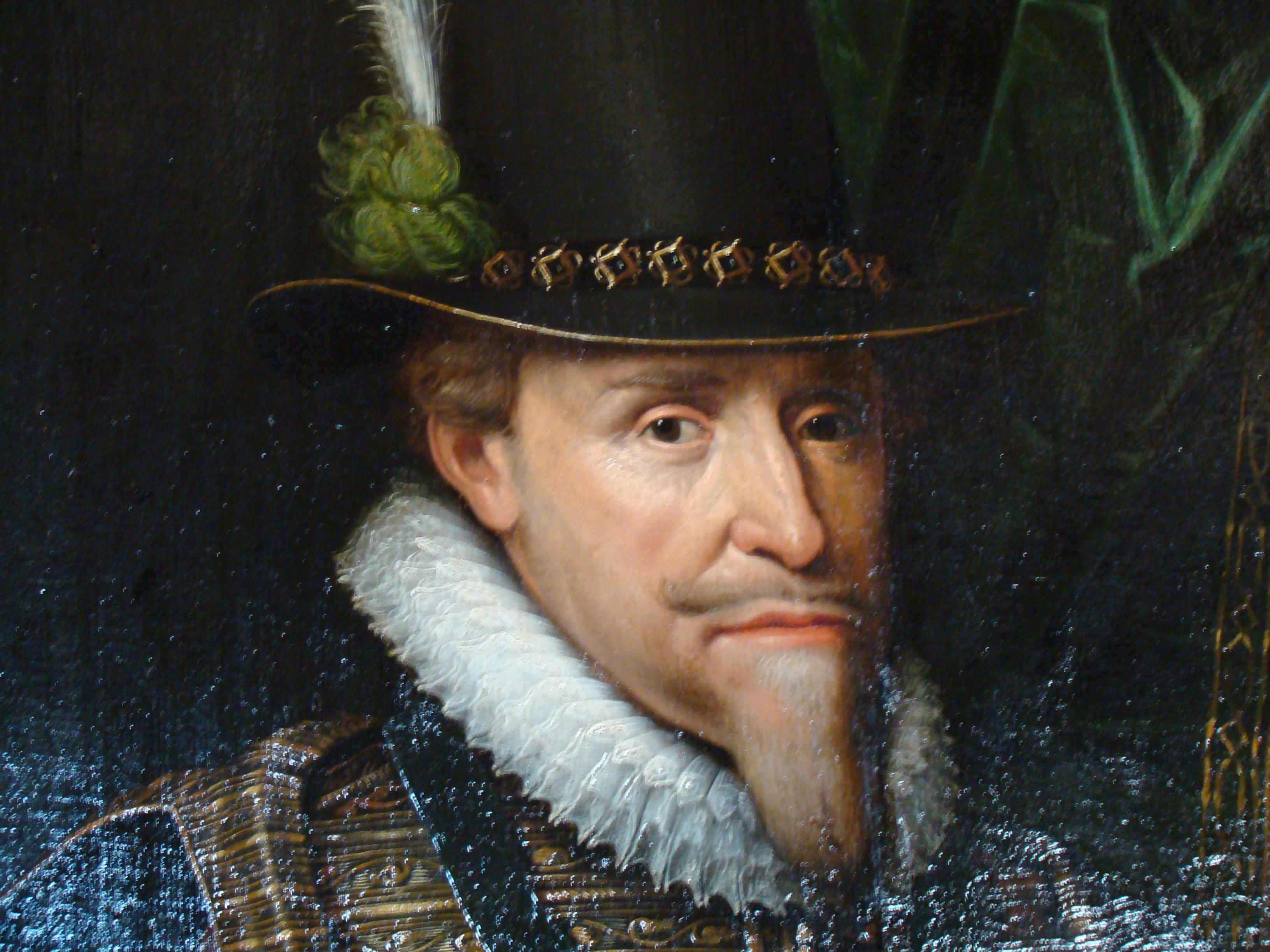
Portret van Maurits in het Paleis op de Dam te Amsterdam.

Het Beleg van Oldenzaal is een belegering van Oldenzaal door Staatse troepen onder leiding van Maurits van Nassau, de latere prins van Oranje, tijdens de Tachtigjarige Oorlog. Na een korte belegering blijkt het krachtsverschil tussen de partijen te groot, waardoor Maurits de stad op 23 oktober 1597 kan innemen. Het beleg was onderdeel van Maurits' veldtocht van 1597, Maurits' succesvolle offensief tegen de Spaanse Nederlanden.

## Aanloop
In het jaar 1597 was Maurits met een zeer succesvolle veldtocht bezig in het oosten van de Nederlanden. Eerder dat jaar had hij al de steden Rijnberk, Meurs, Grol en Bredevoort belegerd en ingenomen. Met name de laatste twee belegeringen waren hevig en in Bredevoort leidde het zelfs tot een plundering van de stad. De steden Enschede en Ootmarsum, waar Maurits daarna trok, gaven zich zonder slag of stoot over. Waar overste Van Duivenvoorde met een deel van het leger vanuit Enschede naar Ootmarsum was getrokken, trok Maurits met zijn gedeelte van het leger naar Oldenzaal.
Oldenzaal was al sinds 1572 weer in handen van het Spaanse bewind. De Katholieke Kerk was hier diepgeworteld. Vanaf 1572 werd er elk jaar door middel van een processie gevierd dat de geuzen uit Oldenzaal verdreven waren. De verdedigingslinie van Oldenzaal bestond uit een muur, zes bastions, een gracht en een aarden wal.

## Belegering
De stad werd verdedigd door een zestal vendels van in totaal circa 400 man. Zij hadden maar één kanon tot hun beschikking. Daarmee konden ze amper iets uitrichten tegen het aantal van Maurits, die met zijn troepen ten noorden van Oldenzaal zich had gelegerd. Ze startten al haast direct de onderhandelingen over een eervolle overgave. Hierbij werd overeengekomen dat de stad zich op 24 oktober zou overgeven. Nadat in de nacht die erop volgde de kanonnen door het Staatse leger werden afgevuurd, voelde de stad zich nog verder teruggedrongen. Hierdoor werd de overgave al op 23 oktober ondertekend en de dag erna trokken de Spaansgezinde troepen naar Lingen en trok Maurits met zijn troepen de stad in.

## Nasleep
Na Oldenzaal trekt Maurits in 1597 nog door naar Lingen en verovert deze stad. Oldenzaal blijft echter niet heel lang in Staatse handen. Ambrogio Spinola verovert in 1605 de stad weer voor Spanje. De veroveringen van Oldenzaal en Lingen zijn een van de laatste wapenfeiten van Maurits tijdens zijn succesvolle periode, achteraf de Tien Jaren genoemd.